# Hug II de Xipre
Hug II de Lusignan (1252 - 1267), rei de Xipre (1254-1267), fou fill d'Enric I el Gros, rei de Xipre, i de Plasència d'Antioquia. Per ser menor d'edat quan va heretar el títol, la regència la va efectuar primer la seva mare i després el seu cosí Hug.
Nascut al curs de la tardor del 1252, esdevingué rei a la mort del seu pare el 18 de gener de 1254, sota la regència de la seva mare Plasència d'Antioquia. Hi hi havia hagut un litigi entre el rei Enric el Gros i l'arquebisbe de Nicòsia, que la regent intentava solucionar.
Encara que la regente fou cridada a ser regent de Jerusalem, els xipriotes es volien quedar al marge dels afers palestins en els anys que seguiren, no intervenint ni durant la croada mongola del 1260, ni durant la guerra de Sant Sabas del 1261 al 1264.
És cert que el regne de Xipre tenia els seus propis problemes: Hug de Fagiano, l'arquebisbe llatí de Nicòsia, refusava de respectar la decisió del papa Innocenci IV que havia autoritzat l'any 1251 el nomenament d'un arquebisbe grec a l'illa de Xipre i es negava a tenir-lo com el seu igual, doncs volia que fos el seu subaltern. Tot i que aquest litigi no ocasionà combats, la vida xipriota va estar agitada, fins a la butlla pontifical, dita Constitució Xipriota, del papa Alexandre IV el 3 de juliol del 1260. Aquesta constitució del clergat grec instituïa quatre diòcesis en l'illa, que tenien els mateixos límits que les diòcesis llatines i declarava que cada bisbe grec quedava subordinat al seu homòleg llatí. L'arxidiòcesi grega fou suprimida, però l'arquebisbe grec Germà en conservaria la dignitat durant tota la seva vida. Era un progrés per l'església llatina i un pas enrere per la grega, però Hug de Fagiano va declarar no disposar de poders suficients per exercir el seu ministeri, va renunciar a la seva dignitat i es va retirar en Toscana.
Plasència d'Antioquia va morir el setembre del 1261, i la regència fou confiada a la seva tia Isabel de Lusignan, que la confià al seu fill Hug de Poitiers-Lusignan per poder agafar ella la regència de Jerusalem. El caràcter insular del regne de Xipre el posava a l'abric de Baibars, sultà mameluc d'Egipte, que va reprendre la guerra contra els francs. L'illa va gaudir d'un període de prosperitat comercial, però Baibars els acusà d'haver apressat una de les seves galeres que portava una ambaixada a Constantinoble. Es va venjar dels xipriotes atacant Antioquia i es va aliar a l'emperador romà d'Orient Miquel VIII Paleòleg que amenaçava Xipre vers l'any 1262. Aquesta amenaça va incitar el regent a afavorir la població grega, amb la finalitat d'evitar una revolta que permetria als romans d'Orient de desembarcar.
Hug II es va casar l'any 1264 amb Isabel d'Ibelin, hereva de la senyoria de Beirut. Al final de l'any 1267, va caure malalt i va morir el 5 de desembre, als 15 anys, sense haver tingut fills El regent, que era el seu cosí germà, el va succeir amb el nom d'Hug III de Xipre.
Antigament es va creure que Tomàs d'Aquino va dedicar el seu llibre De regimine principum («Sobre el govern dels prínceps») a Hug II de Xipre, però segons els arguments de pes expressats per Christoph Flüeler en Rezeption und Interpretation der Aristotelischen “Politica” im späten Mittelalter, Bochumer Studien zur Philosophie, 19 (editat a Amsterdam i Philadelphia: B.R. Grüner, 1992 2v.; v.1,p. 23-29.), sembla més creïble que aquesta obra estigués dedicada al seu successor Hug III.